# Myrthen-Kränze
Myrthen-Kränze ist ein Walzer von Johann Strauss (Sohn) (op. 154). Das Werk wurde am 27. April 1854 im Rittersaal der Hofburg in Wien erstmals aufgeführt.

## Einzelnachweis
1. ↑  Quelle: Englische Version des Booklets (Seite 25) in der 52 CDs umfassenden Gesamtausgabe der Orchesterwerke von Johann Strauß (Sohn), Hrsg. Naxos (Label). Das Werk ist als fünfter Titel auf der 6. CD zu hören.